# شورای موقت کشور

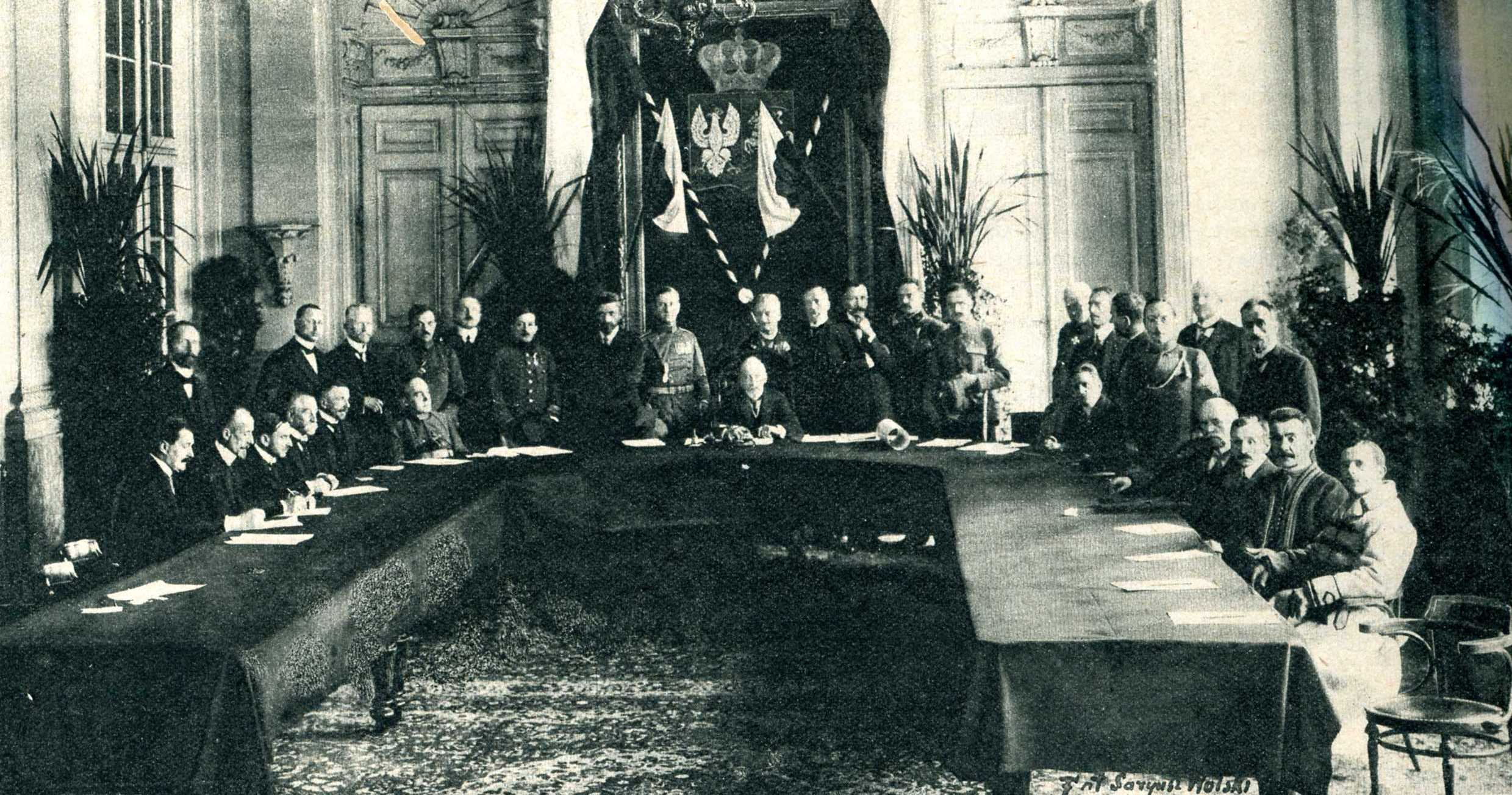
اولین دیدار شورای موقت. سال ۱۹۱۷

شورای موقت کشور (آلمانی: Provisorische Staatsrat im Koenigreich Polen) (لهستانی: tymczasowa Rada Stanu) اولین دولت کشور تازه تأسیس پادشاهی لهستان بود که توسط آلمان و اتریش به عنوان مقامات حاکمیت‌دار بر خاک لهستان در طول جنگ جهانی اول تشکیل گشت.
این شورا بر اساس فرمان ۵ نوامبر ۱۹۱۶ تشکیل گشت و دیدارهای خود را از ۱۴ ژانویه ۱۹۱۷ با ده عضو از نواحی تحت تصرف اتریش و پانزده عضو از نواحی تحت تصرف آلمان آغاز نمود. رئیس این شورا واچواو نویوفسکی و امور نظامی به یوزف پیلسودسکی سپرده گشته بود.
شورا به سرعت درخواست کنترل بیشتر بر سرزمین‌های لهستانی در اموری مانند آموزش را داشت اما پس از آنکه مقامات آلمان و اتریش به آن‌ها گفتند که شورا چیزی بیشتر از یک نهاد دست نشانده ایشان نیست پیلسودسکی از آن استعفا داد که باعث به وجود آمدن بحران سوگند هنگ‌های لهستانی در ژوئیه ۱۹۱۷ گشت.
اندکی بعد در ۲۵ اوت ۱۹۱۷ شورا به‌طور کامل منحل گشت و پس از آن ابتدا کمیته موقت شورای موقت کشور و سپس شورای سلطنت (لهستان) ایجاد گشتند.